# 木田勇
木田 勇（きだ いさむ、1954年6月7日 - ）は、神奈川県横浜市旭区出身の元プロ野球選手（投手）・監督。左投左打。
史上初の新人王とMVPの同時受賞者（他には野茂英雄〈1990年〉・村上頌樹〈2023年〉のみ）。

## 経歴
横浜一商高（現・横浜商科大学高等学校）では1972年夏の選手権県大会で準決勝に進出するが、秦野高に延長11回の熱戦の末に敗退。社会人野球の日本鋼管に進み、1977年の都市対抗2回戦で電電北海道を相手にリリーフながら初登板、敗れたものの好投を見せる。1978年の同大会はエースに成長、3試合連続で完投勝利、準決勝ではリリーフに回るが本田技研鈴鹿を降す。決勝では東芝の黒紙義弘と投げ合うが0-4で完封負け。準優勝にとどまるが同大会の久慈賞を獲得した。同年の第25回アマチュア野球世界選手権日本代表にも選出される。
同年のドラフト会議では、大洋、広島、阪急の3球団が1位指名。抽選の結果、広島が交渉権を獲得したがこれを拒否。一般には大洋入りを強く希望したためと報じられているが実際は在京セ・リーグであればどの球団でも応じるつもりであった。その理由として父親が胃癌、母親が胆石を患っており「長男として両親の面倒をしっかり見なくてはならない」という思いがあったからだという。両親からは「おまえの希望する道に行っていいんだよ」との言葉を貰っており、本人もドラフト1位指名を名誉には思ったが先述の理由でどうしても横浜を離れる気にはなれなかった、と語っている。なお、広島のドラフト1位指名を拒否した人物は木田のみである。翌1979年の都市対抗でも活躍、第4回インターコンチネンタルカップ日本代表に選出され、日本の準優勝に貢献した。
1979年のドラフト会議でも再び3球団（巨人、日本ハム、大洋）の1位指名が重複したが、交渉権を得た日本ハムに入団した。日本ハムがクジを当てた時に「俺は運の無い男だ」とボヤき、入団交渉にあたって条件として住宅（土地とも言われている）を要求したと伝えられたことも話題となった。しかし、これは大社義規オーナーの「プロの選手なら自分で稼ぎなさい」の説得で断念した。

### プロ入り後
1980年は、オープン戦から2勝と快調に飛ばした。開幕2戦目に先発初出場して、西武を相手に7安打を打たれながら完投勝利で飾った。4月の成績は防御率0.79・4勝0敗で早くも月間MVPに輝いた。空振りの取れる速球に大小2つのカーブを投げ、特に植村義信投手コーチに教わったパームボールは大きな武器となった。江夏豊と並ぶ23投球回連続奪三振の日本プロ野球タイ記録も樹立している。毎回奪三振もシーズン3回記録しており、これは江川卓（1981年）と並ぶプロ野球記録である。リリーフでも登板しており、無死満塁の状況で阪急の福本豊、簑田浩二、加藤英司から全て速球で連続奪三振を取る離れ業もやってのけた。三振を取っての派手なガッツポーズはこの木田が元祖だと言われている。
しかし、9月2日の対近鉄戦で16安打を打たれて5得点を奪われ、辛うじて18勝目を挙げたものの186球を費やす苦闘。以来本塁打を献上し始め、「球の軽さ」が話題に上がるようになった。後期優勝のかかった10月7日の近鉄との最終戦（10.7決戦）では、満員の客を集めた後楽園球場で3回表無死二塁からリリーフとして登板。しかし、佐々木恭介に打たれて同点。4回表には3安打を連ねられて3点を失った。カーブの制球が定まらず、バックの失策も出た。先行した近鉄を日本ハムが追い掛ける展開となった。8回表に有田修三が木田からソロ本塁打を放って6-4と2点ビハインドとなったところで、木田はマウンドに座り込み、降板した。
試合に敗れて優勝を逃したが、
22勝8敗4セーブ・225奪三振・防御率2.28・勝率.733という成績で最多勝・最優秀防御率・最高勝率と当時の投手三冠タイトルを独占したことに加え、最多奪三振も記録している。新人王、そして史上初めて新人選手としてMVPも受賞した。なお、これ以降に日本プロ野球でシーズン22勝以上を挙げた投手は2013年の田中将大まで現れなかった。
この年のパ・リーグは3チームがシーズン200本塁打を記録するなど、リーグ全体で1196本塁打という打撃優位の年であった（本塁打が最も少なかったのは木田が所属する日本ハムで167本）。この年は日本ハムとロッテを除く4チームが本拠地球場で飛ぶボールを使用しており、日本ハムはパ・リーグで唯一、チーム防御率が3点台（3.61）のチームであった。また、新人の最多奪三振は1967年の江夏豊以来、パ・リーグでは1954年の宅和本司以来の快挙だった。木田は当時を振り返って、「破格の入団条件からやっかみが多くチームで孤立していたが、それも成績を残してからは周囲からみとめられた」という。シーズンオフは紅白歌合戦の審査員に選ばれるなど、テレビ出演やサイン会も行い、一躍話題の人となった。
1981年は、開幕第2戦の対南海戦に先発登板して完投勝利は収めたものの、久保寺雄二に満塁本塁打を打たれるなど9失点のスタート。捕手の加藤俊夫によると「速球もカーブも去年に比べて65%」、木田本人も「春季キャンプで走り込みが不足したので、フォームが固まらない」と語っているように、シーズン序盤から変化球主体の投球が続いた。5月26日から6月11日の試合まで4試合連続でKO負けを喫してしまう。10勝10敗に終わり、防御率は4.77にまで悪化してしまった。ロッテとのプレーオフでは第5戦に先発して勝利投手となり、19年ぶりのリーグ制覇を果たした。巨人との日本シリーズでは第4戦で先発し、平田薫にソロ本塁打を打たれ降板し、勝敗はつかなかった。オールスターゲームには1980年と1981年はファン投票選出で、1982年は監督推薦で出場している。
1986年に金沢次男・大畑徹との交換トレードで高橋正巳と共に横浜大洋ホエールズに移籍。そのシーズンは規定投球回に到達し8勝を挙げたものの、それ以降の3シーズンで2勝に終わった。大洋在籍時代には1イニング4連続被本塁打（1986年6月10日）、1イニング5連続与四球（1988年9月6日）、初回先頭打者からの3連続被本塁打（1989年6月4日）と不名誉なプロ野球タイ記録を相次いで記録した。
1990年に加茂川重治との交換トレードで中日ドラゴンズに移籍し、同年限りで現役引退。翌年から知人の紹介で印刷会社勤務のサラリーマン生活に戻っている。
2年目以降目立った活躍が見られなかったことについて、木田は「スピードは年々落ちていた。コーチからも『そんなフォームでは勝てない』と言われ『アンタに言われたくはない』と思っていた。そういった精神状態だったからいい結果なんか出るわけが無い」と話し「これらが（大洋への）トレードにも繋がっていたのかも」と語っている。
日本ハム時代のチームメイトだった江夏豊は「愛すべき男だったが、自分の型に固執しすぎた。それが2年目以降伸び悩んだ原因だろう」と語っている。
木田の日本ハム時代の監督大沢啓二は、「（1981年の）新年会行くとどうも一人だけ真っ赤なジャケットを着て浮いている奴がいるんだ。一瞬。エッと俺は自分の目を疑ったねなんと木田じゃねぇか。ほんと。たまげたよ。それまでの木田って言うのはおとなしくて謙虚でしっかりしたやつだんだ。人間っていうのはこんなに変わるものかと。あいつは確か253イニングぐらい放っているからな。疲労感は相当溜まっている。オフはその疲れをとって来年に備えなきゃならねぇ。それに打てなかったチームは研究しているから対処しないと俺もそのことは忠告した。朝から晩まで取材ばっかりで自分を見失ってしまった。オープン戦の頃から確実に悪い兆しは現れてきたよな。やっぱりそれっきりあの球のキレは戻らなかった。2年目の調整失敗が木田の引退を早めてしまった。」としている。

### 引退後
引退後は、サラリーマンとして川崎市の印刷会社セイブンドーに勤めていた。しかし、日本ハムファイターズに対して強い愛着があるようで、日本ハムOB会の会長を務めたり、幾度となく試合開始前の始球式に登板したり、スタンドで観戦したりしている。会社を退職した後はデイリースポーツで評論活動を行っていた。また、プロ野球マスターズリーグに対する思い入れも大きく、2005年に3度目のセレクション挑戦で合格、札幌アンビシャスの一員として活動した。
2006年、古巣の日本ハムがプレーオフに進出した際、二軍の鎌ケ谷で行われたパブリックビューイングにゲストとして参加。現地では対ソフトバンク戦の解説を行っていた。
2007年、北信越BCリーグ・信濃グランセローズの監督に就任。しかし、初年度は4チーム中の3位、チームが増えて地区制になった2年目は前後期を通じて地区の最下位と結果を残すことができず、2008年のシーズン終了後に退任した。
2014年6月29日、フジテレビのミライ☆モンスターに出演し、2014年までアサヒ産業株式会社の介護部門であるアサヒトラストの女子硬式野球部の監督をしていたことを明らかにした。
2018年6月8日、セ・パ交流戦DeNA対日本ハムの試合前イベント1打席対決に登板し、高木豊（木田同様日本ハムと大洋に在籍経験がある）から空振り三振を奪った。

## 詳細情報

### 年度別投手成績
| 年 度      | 球 団      | 登 板 | 先 発 | 完 投 | 完 封 | 無 四 球 | 勝 利 | 敗 戦 | セ 丨 ブ | ホ 丨 ル ド | 勝 率 | 打 者 | 投 球 回 | 被 安 打 | 被 本 塁 打 | 与 四 球 | 敬 遠 | 与 死 球 | 奪 三 振 | 暴 投 | ボ 丨 ク | 失 点 | 自 責 点 | 防 御 率 | W H I P |
| ---------- | ---------- | ----- | ----- | ----- | ----- | -------- | ----- | ----- | -------- | ----------- | ----- | ----- | -------- | -------- | ----------- | -------- | ----- | -------- | -------- | ----- | -------- | ----- | -------- | -------- | ------- |
| 1980       | 日本ハム   | 40    | 26    | 19    | 2     | 1        | 22    | 8     | 4        | --          | .733  | 1030  | 253.0    | 195      | 26          | 89       | 4     | 7        | 225      | 4     | 1        | 77    | 64       | 2.28     | 1.12    |
| 1981       | 日本ハム   | 28    | 22    | 10    | 2     | 0        | 10    | 10    | 0        | --          | .500  | 720   | 164.1    | 164      | 20          | 81       | 1     | 5        | 104      | 5     | 0        | 98    | 87       | 4.76     | 1.49    |
| 1982       | 日本ハム   | 32    | 23    | 7     | 0     | 0        | 6     | 8     | 1        | --          | .429  | 770   | 183.2    | 155      | 20          | 85       | 2     | 4        | 123      | 1     | 1        | 87    | 78       | 3.82     | 1.31    |
| 1983       | 日本ハム   | 21    | 16    | 3     | 1     | 0        | 4     | 6     | 0        | --          | .400  | 434   | 97.1     | 99       | 17          | 46       | 1     | 5        | 59       | 1     | 0        | 53    | 52       | 4.81     | 1.49    |
| 1984       | 日本ハム   | 32    | 25    | 5     | 1     | 0        | 6     | 11    | 0        | --          | .353  | 766   | 172.1    | 164      | 34          | 98       | 3     | 4        | 109      | 4     | 0        | 110   | 102      | 5.33     | 1.52    |
| 1985       | 日本ハム   | 28    | 4     | 0     | 0     | 0        | 2     | 4     | 0        | --          | .333  | 284   | 62.1     | 69       | 10          | 34       | 0     | 2        | 57       | 0     | 0        | 43    | 42       | 6.06     | 1.65    |
| 1986       | 大洋       | 39    | 29    | 2     | 0     | 1        | 8     | 13    | 1        | --          | .381  | 726   | 171.2    | 156      | 26          | 68       | 5     | 1        | 107      | 4     | 0        | 74    | 69       | 3.62     | 1.30    |
| 1987       | 大洋       | 15    | 9     | 0     | 0     | 0        | 0     | 5     | 0        | --          | .000  | 179   | 37.2     | 47       | 7           | 22       | 0     | 1        | 25       | 8     | 0        | 35    | 32       | 7.65     | 1.83    |
| 1988       | 大洋       | 16    | 12    | 0     | 0     | 0        | 1     | 5     | 0        | --          | .167  | 255   | 57.0     | 59       | 10          | 28       | 1     | 0        | 45       | 4     | 0        | 34    | 32       | 5.05     | 1.53    |
| 1989       | 大洋       | 4     | 1     | 0     | 0     | 0        | 1     | 1     | 0        | --          | .500  | 22    | 4.0      | 5        | 3           | 4        | 0     | 1        | 2        | 0     | 0        | 4     | 4        | 9.00     | 2.25    |
| 1990       | 中日       | 18    | 0     | 0     | 0     | 0        | 0     | 0     | 0        | --          | ----  | 50    | 9.1      | 18       | 1           | 8        | 0     | 0        | 4        | 1     | 0        | 8     | 8        | 7.71     | 2.79    |
| 通算：11年 | 通算：11年 | 273   | 167   | 46    | 6     | 2        | 60    | 71    | 6        | --          | .458  | 5236  | 1212.2   | 1131     | 174         | 563      | 17    | 30       | 860      | 32    | 2        | 623   | 570      | 4.23     | 1.40    |

### タイトル
- 最多勝利：1回（1980年）
- 最優秀防御率：1回（1980年）
- 最多奪三振：1回（1980年） ※当時連盟表彰なし、パシフィック・リーグでは1989年より表彰
- 最高勝率：1回（1980年）

### 表彰
- 最優秀選手：1回（1980年）
- 新人王（1980年）
- ベストナイン：1回（1980年）
- ダイヤモンドグラブ賞：1回（1980年）
- 月間MVP：1回（1980年4月）
- 後楽園MVP賞：1回（1980年）
- 日本プロスポーツ大賞 殊勲賞：1回（1980年）[11]

### 記録
初記録
- 初登板・初先発・初勝利・初完投：1980年4月6日、対西武ライオンズ前期2回戦（後楽園球場）、9回1失点
- 初完封：1980年4月25日、対ロッテオリオンズ前期2回戦（後楽園）
- 初セーブ：1980年7月8日、対阪急ブレーブス後期1回戦（後楽園）、7回表二死から3番手で救援登板・完了、2回1/3無失点

その他の記録
- 投手三冠王：1回（1980年）※史上12人目、パ・リーグ昭和最後、左腕としては2022年現在最後の達成者
- 投手4冠：1回（1980年）※史上7人目、左腕投手としては史上唯一
- 23イニング連続奪三振：1980年 ※日本人投手史上歴代2位タイ（他は江夏豊、種市篤暉、伊藤大海。左投手では江夏と並び歴代1位タイ、新人投手では伊藤と並び歴代1位タイ）
- 1試合9イニングで209球：1983年9月21日、対西武ライオンズ21回戦（後楽園）※プロ野球記録
- 4者連続被本塁打：1986年6月10日、対ヤクルトスワローズ8回戦（横浜スタジアム）※プロ野球タイ記録（1イニング4被本塁打もタイ記録）
- 5者連続与四球：1988年9月6日、対広島東洋カープ20回戦（広島市民球場）※プロ野球タイ記録
- 初回先頭打者から3者連続被本塁打：1989年6月4日、対広島東洋カープ9回戦（秋田）、1回裏に高橋慶彦、正田耕三、ウェイド・ロードンに被本塁打 ※プロ野球タイ記録 史上3人目
- オールスターゲーム出場：3回（1980年 - 1982年）

### 背番号
- 16（1980年 - 1985年）
- 10（1986年 - 1989年）
- 45（1990年）